# Polizeiruf 110
Polizeiruf 110 es una serie de televisión alemana que inició sus emisiones el 27 de junio de 1971 y ha continuado ininterrumpidamente hasta ahora, a través del canal "ARD". Entre 1971 y 1990, la serie fue transmitida por el canal "Fernsehen der DDR". Entre otros, han participado en la serie los actores Christoph Waltz, Ken Duken, Benno Fürmann, Daniel Brühl, Alexandra Maria Lara, Udo Kier, Susanne Lothar, Frederick Lau, Matthias Schweighöfer, Gottfried John, Til Schweiger, Gedeon Burkhard, Christian Berkel, Cornelia Froboess, Sylvester Groth, Michael Gwisdek, Torben Liebrecht, Pasquale Aleardi, Matthias Ziesing, Tom Schilling, Florian Stetter, Florian Panzner, Andreas Pietschmann, Wanja Mues, Steve Windolf, Nicholas Reinke, Isolda Dychauk, Joel Basman, Hanns Zischler, Jürgen Vogel, Robert Stadlober, Nadja Uhl, Götz Otto, Sebastian Achilles, Ludwig Trepte, Matthias Ludwig, Marco Hofschneider o Jenny Gröllmann.

## Historia
La serie sigue a un grupo de policías y el procedimiento policial mientras investigan una serie de crímenes frecuentes, entre ellos: la violencia doméstica, extorsión, fraude, robo, delincuencia juvenil así como alcoholismo, abuso infantil y violación.

## Personajes

### Personajes principales
| Actor             | Personaje          | Ocupación                        | Episodios | Duración        |
| ----------------- | ------------------ | -------------------------------- | --------- | --------------- |
| Andreas Guenther  | Anton Pöschel      | -                                | 16        | 2008 - presente |
| Charly Hübner     | Alexander Bukow    | Inspector general de la Policía  | 16        | 2010 - presente |
| Anneke Kim Sarnau | Katrin König       | Perfiladora de la Policía        | 16        | 2010 - presente |
| Matthias Brandt   | Hanns von Meuffels | Comisionado de la Policía        | 13        | 2011 - presente |
| Maria Simon       | Olga Lenski        | Detective en Jefe de la Policía  | 11        | 2011 - presente |
| Lucas Gregorowicz | Adam Raczek        | Detective en Jefe de la Policía  | 2         | 2015 - presente |
| Matthias Matschke | Dirk Köhler        | Inspector general de la Policía  | 1         | 2016 - presente |
| Claudia Michelsen | Doreen Brasch      | Inspectora en Jefe de la Policía | -         | 2017 - presente |

### Antiguos personajes principales
| Actor                    | Personaje         | Ocupación          | Episodios | Duración  |
| ------------------------ | ----------------- | ------------------ | --------- | --------- |
| Peter Borgelt            | Fuchs             | Capitán            | 85        | 1971-2011 |
| Jürgen Frohriep          | Hübner            | Teniente           | 66        | 1972-2011 |
| Wolfgang Winkler         | Herbert Schneider | Jefe de la Policía | 58        | 1979-2013 |
| Jaecki Schwarz           | Herbert Schmücke  | Jefe de la Policía | 54        | 1987-2013 |
| Sigrid Göhler            | Vera Arndt        | Teniente           | 48        | 1971-2011 |
| Marie Gruber             | Rosamunde Weigand | -                  | 445       | 1978-2013 |
| Andreas Schmidt-Schaller | Grawe             | Teniente           | 40        | 1983-2011 |
| Klaus-Jürgen Steinmann   | Klaus Riepe       | Doctor             | 36        | 1971-2008 |
| Horst Krause             | Krause            | Jefe de la Policía | 35        | 1987-2015 |

## Episodios
Hasta ahora la serie ha transmitido más de 350 episodios.
Los guionistas le dan mayor importancia a la representación del criminal así como en su estado de ánimo antes, durante y después de haber cometido el crimen, así como el contexto del suceso. Posteriormente al ser transmitido por "ARD", los episodios muestran situaciones más estresantes en las vidas de los policías y en su trabajo.
En 1974 un episodio basado en el caso del verdadero asesino en serie infantil alemán Erwin Hagedorn fue prohibido por el Politburó, sin embargo la secuencia fue encontrada años después y el episodio representado por nuevos actores fue transmitido el 23 de junio del 2011 por "Mitteldeutscher Rundfunk [MDR]".

## Premios y nominaciones
La serie ha recibido más de 28 premios y ha sido nominado a 48 premios.

## Producción
La serie ha contado con varios directores, entre ellos: Helmut Krätzig, Thomas Jacob, Hans-Joachim Hildebrandt, Manfred Mosblech, Peter Vogel, Bernd Böhlich, Bodo Fürneisen, Manfred Stelzer, Ulrich Stark, Hans Knötzsch, Hans Werner, Eoin Moore, Hans-Erich Viet, Hans-Werner Honert, Marco Serafini, Andreas Kleinert, Heinz Seibert, Werner Röwekamp, Hartmut Griesmayr, Christian von Castelberg, Edgar Kaufmann, Peter Hagen, Jan Ruzicka, Marc Hertel, Titus Selge, Dominik Graf, Ed Herzog, Hubert Hoelzke, Lothar Hans, Gunter Friedrich, Gerald Hujer, Michael Knof, Matti Geschonneck, Peter Patzak, Klaus Krämer, Christine Hartmann, Nils Willbrandt, Thorsten Näter, Gerhard Respondek, Norbert Büchner, Kurt Jung-Alsen, Otto Holub, Helmut Nitzschke, Georg Schiemann, Wolfgang Hübner, Rainer Bär, Peter Kahane, Jürgen Brauer, Buddy Giovinazzo, Karola Hattop, Hannu Salonen, Christiane Balthasar, Hendrik Handloegten, Stephan Wagner, Thorsten Schmidt, Jorgo Papavassiliou, Hans Steinbichler, Stephan Rick, Christian Petzold, Hermine Huntgeburth, Matthias Tiefenbacher, Bernhard Stephan, Wolfgang Luderer, Roland Oehme, Rolf Römer, Ingrid Sander, Vera Loebner, Richard Engel, Jörg Wilbrandt, Klaus Grabowsky, Christa Mühl, Hans-Joachim Kasprzik, Udo Witte, Ursula Bonhoff, Reinhard Stein, Klaus Emmerich, Franz Novotny, Roland Suso Richter, Carlo Rola, Rodica Döhnert, Petra Haffter, Markus Imboden, Christian Steinke, Dagmar Wittmers, Susanne Zanke, Urs Odermatt, Andreas Dresen, Erwin Keusch, Maria Knilli, Rolf Liccini, Heinz Schirk, Berthold Mittermayr, Ute Wieland, Marijan David Vajda, Dietmar Klein, Hans-Günther Bücking, Helmut Förnbacher, Manuel Siebenmann, Dieter Laske, Thomas Bohn, Jürgen Bretzinger, Bernd Schadewald, Kai Wessel, Elsa Kern, Wolfgang Münstermann, Dirk Regel, Hajo Gies, Alain Gsponer, Mathias Luther, Edward Berger, Lars Montag, Christoph Stark, Dror Zahavi, Nicolai Rohde, Esther Wenger, Jan Bonny, Alexander Dierbach, Friedemann Fromm, Leander Haußmann, René Heisig, Alexander Adolph, Angelina Maccarone, Thomas Stiller, Robert Thalheim, Jakob Ziemnicki, Marco Kreuzpaintner, Philipp Leinemann, Jochen Alexander Freydank y Maris Pfeiffer.
La serie cuenta con la compañía de producción "Production Companies", otras compañías que han participado en la serie son "Framepool".

### Emisión en otros países
| País            | Título                | Cadenas       | Fecha de Inicio | Fecha de Finalización |
| --------------- | --------------------- | ------------- | --------------- | --------------------- |
| Francia         | Police 110            | -             | -               | -                     |
| Hungría         | A rendőrség száma 110 | -             | -               | -                     |
| Polonia         | Telefon 110           | -             | -               | -                     |
| Unión Soviética | Телефон полиции - 110 | -             | -               | -                     |
| Estados Unidos  | Bukow and König       | MHz WorldView | 2010            | 2014                  |